# مزرعة خواجة منصور (سفيد دشت)
مزرعة خواجة منصور (بالإنجليزية: Mazraeh-ye Khvajeh Mansur)‏ هي منطقة سكنية تقع في إيران في أصفهان.